# Miguel Luís Pinto Veloso
Miguel Luís Pinto Veloso (Coïmbra, Portugal, 11 de maig del 1986) conegut simplement com a Miguel Veloso, és un futbolista professional portuguès format a l'Sporting CP i que actualment juga a les files del FC Dinamo de Kíev, també és internacional amb la selecció portuguesa.

## Trajectòria
Veloso va començar la seva carrera al Benfica tot i que en aquest equip la seva carrera no va acabar de fructificar. Posteriorment, va entrar a formar part de les categories inferiors de l'Sporting CP.
Després d'una reeixida cessió a l'equip de la tercera divisió portuguesa, el Olivais e Moscavide, i d'haver rebut un reconeixement internacional amb la selecció sub-21, va renovar i ampliar el seu contracte professional amb els lleons fins al 2013. Fins aquell moment havia disputat diversos partits de la Copa de la UEFA i set de Lliga. Finalment va acabar disputant un total de 23 partits de Lliga.
Durant les següents temporades, va anar destacant amb l'equip portuguès, això li va valdre el reconeixement de diversos clubs, molts d'ells de la Premier League.
L'estiu del 2010 va formar part d'un intercanvi amb el Genoa per Alberto Zapater. La seva primera temporada amb el Genoa va jugar 20 partits de lliga.
El 2012 fitxà pel Dinamo de Kiev per uns 7 milions de € i amb un contracte per quatre anys.